# Carl Hubert Cremer
Carl Hubert Cremer (* 1858 in Uerdingen am Rhein; † 27. Februar 1938 in Bremen) war ein deutscher Reiseexportunternehmer und bekannter Vogelzüchter. Seine Bedeutung besitzt er vor allem als Pionier und Mäzen der deutschen und europäischen Vogelliebhaberei.
1892 gründete er ein Reiseexportunternehmen, 1902 eine Firma für Schiffsbedarf. 1904 wurde er Geschäftsführer der Marina Deutsche Schiffsbedarf- und Export-Gesellschaft. Im Ersten Weltkrieg war er Konsul in den Niederlanden mit Sitz in Amsterdam.
Seit 1914 war Cremer Gesellschafter und Anteilseigner der Behringwerke Bremen und Marburg GmbH. Ein umfangreicher Briefwechsel Cremers wird im Behring-Archiv Marburg aufbewahrt.
Sein Hauptinteresse in der Vogelzucht galt Glanzstaren, Webervögeln, Kardinälen, australischen Sittichen sowie Unzertrennlichen. In seinen Zuchtanlagen lebten zeitweilig über 1000 Vögel. Ohne seine Mitwirkung bei den Experimenten von Hans Julius Duncker wäre in den 1920er-Jahren die Aufklärung der Vererbung von Farbmutationen bei Wellensittichen und Kanarienvögeln nicht möglich gewesen. Cremer war Vorsitzender des Deutschen Wellensittichzüchter-Verbands (DWV).

## Consul-Cremer-Preis
Der nach ihm benannte Consul-Cremer-Preis wird als höchste Auszeichnung der Vereinigung für Artenschutz, Vogelhaltung und Vogelzucht vergeben.